# Richard L. Murphy
Richard Louis Murphy, född 6 november 1875 i Dubuque, Iowa, död 16 juli 1936 nära Chippewa Falls, Wisconsin, var en amerikansk demokratisk politiker. Han representerade delstaten Iowa i USA:s senat från 4 mars 1933 fram till sin död.
Murphy gick i skola i Dubuque. Han arbetade som journalist i Illinois 1890-1892 och därefter i Iowa. Han var skatteinsamlare 1913-1920 och därefter skattekonsult 1920-1931.
Murphy vann senatsvalet 1932 som demokraternas kandidat. Han efterträdde 1933 Smith W. Brookhart som senator för Iowa. Senator Murphy avled i ämbetet. Han omkom i en bilolycka i Wisconsin.
Murphys grav finns på Mount Olivet Cemetery i byn Key West i Dubuque County.